# Diplomazia cittadina
La diplomazia dei cittadini (diplomazia delle persone) che definisce l'impegno civico e la partecipazione della classe media alla vita democratica come rappresentanti di un Paese o di una causa di interesse collettivo per il bene comune.

## Storia
L'espressione "diplomazia cittadina" è stata coniata per la prima volta da David M. Hoffman in un articolo sul lavoro di Fuller apparso in Co-Evolution Quarterly del 1981. Gruppi anti-nuclearisti come la Clamshell Alliance ed ECOLOGIA provarono a contrastare la politica americana attraverso iniziative "di base" condotte in collaborazione con gruppi sovietici e (in seguito) ex sovietici.

Appunto, fisico Robert W. Fuller fu uno dei pionieri della diplomazia cittadina, il quale si recò numerose volte in Unione Sovietica per svolgere un ruolo di moderatore negli anni '70 e '80. Al termine della Guerra Fredda e con il crollo dell'Unione Sovietica, Fuller continuò quest'opera nelle zone politicamente calde del globo, sviluppando l'idea di ridurre il classismo per promuovere la pace.

## Descrizione
La diplomazia cittadina può avere inizio occasionale quasi inconsapevole, ovvero essere accuratamente pianificata, ad esempio nel caso di relazioni bilaterali problematiche o del tutto inesistenti fra due Stati sovrani che reciprocamente mancano di riconoscere la legittimità dei rispettivi governi.
La diplomazia dei cittadini può realizzarsi attraverso scambi scientifici, scambi culturali ed eventi sportivi internazionali. Può quindi rappresentare un canale complementare, alternativo ovvero sovversivo di quelli della diplomazia e della politica estera ufficiali.
(U.S. Center for Citizen Diplomacy", 2008)
Secondo la visione statunitense, i singoli cittadini hanno il diritto e la responsabilità di rendersi utili per servire il loro Paese attraverso la loro competenza e professionalità, al fine di contribuire a modellare le relazioni estere statunitensi. I "diplomatici cittadini" possono essere studenti, insegnanti, atleti, artisti, uomini d'affari, umanitari, avventurieri o turisti. Sono motivati dalla responsabilità di impegnarsi con il resto del mondo in un dialogo significativo e reciprocamente proficuo. 

Possono operare di propria spontanea iniziativa, indipendenti dalla pubblica autorità, ovvero come agenti sotto copertura del governo.